# Le verdi colline della Terra
Le verdi colline della Terra (The Green Hills of Earth) è un racconto di fantascienza del 1947 dello scrittore statunitense Robert A. Heinlein.
Fa parte del ciclo della Storia futura.
Le verdi colline della terra è anche il titolo di una canzone citata in vari romanzi di Heinlein.

## Storia editoriale
È stato scritto nell'agosto 1946 e pubblicato per la prima volta sul numero dell'8 febbraio 1947 della rivista The Saturday Evening Post, in seguito è stato incluso nelle raccolte di opere di Heinlein Le verdi colline della Terra. 10 racconti (The Green Hills of Earth del 1951) e La storia futura (The Past Through Tomorrow del 1967).
Ne esistono diverse traduzioni in italiano: quella di Ugo Malaguti è stata pubblicata nel 1970 dalla Libra Editrice nel n. 11 della collana Nova SF*, quella di Paolo Busnelli è stata pubblicata dalla Armenia Editore nel 1978 nella raccolta Le verdi colline della Terra. 10 racconti e poi di nuovo nel 1980.
Per l'edizione di The Past Through Tomorrow Heinlein ha apportato molte lievi modifiche alle opere del ciclo della Storia futura per aggiornarle e migliorarne la coerenza interna, su questa versione dei testi è basata la traduzione in italiano di Giuseppe Lippi pubblicata nel 1988 e nel 1999 nell'antologia La storia futura.

## Trama
È la storia di Rhysling il Fracassone (Noisy), il cantautore cieco che vagabonda per lo spazio e le cui capacità poetiche rivaleggiano con quelle di Rudyard Kipling.
Heinlein (egli stesso un ufficiale della Marina degli Stati Uniti in pensione d'invalidità) narra la vita di un "razziere" spaziale accecato dalle radiazioni che vaga per il sistema solare scrivendo e cantando canzoni.
Al termine un Rhysling invecchiato, sentendo la fine vicina, ottiene un passaggio su un'astronave diretta alla Terra per poter morire ed essere sepolto nel luogo dove è nato.
Quando un guasto minaccia di distruggere la nave, Rhysling entra in una zona irradiata per eseguire le riparazioni, mentre lavora compone versi, riesce a salvare la nave e muore di avvelenamento da radiazione subito dopo aver pronunciato il verso finale, che è il titolo del racconto.

## Collegamenti con altre opere dell'autore
Sia la canzone Le verdi colline della Terra che il personaggio di Rhysling sono citati nel romanzo Lazarus Long, l'immortale.
All'inizio del romanzo, Lazarus Long lamenta il fatto che egli non può "pregare per un ultimo atterraggio" perché le "verdi colline della Terra" sono rovinate e il pianeta è inabitabile.
Più tardi, Lazarus racconta la storia di un fisarmonicista cieco che prese temporaneamente residenza in un bordello di sua proprietà su Marte quasi duemila anni prima.
Anche se i lettori di Heinlein possono facilmente riconoscere il personaggio, Lazarus stesso non ricorda "il suo vero nome, se l'aveva".
In Pionieri dello spazio si fa riferimento tre volte alla canzone Le verdi colline della Terra come a un pezzo che Bill Lermer suona sulla sua fisarmonica.
Più tardi, in quello stesso romanzo, Lermer sta cercando di identificare un citazione <<Ho vissuto e lavorato con gli uomini>> e suppone che l'autore sia Rhysling o Kipling.
In Universo le due teste del mutante Joe-Jim Gregory sono entrambe appassionate di "Rhysling, il cantante cieco delle rotte spaziali".
Questo riferimento al personaggio apparve sei anni prima della pubblicazione di Le verdi colline della Terra.
In Logica dell'impero sono citate Quando lo spacciatore incontrò mia cugina (Since the Pusher Met My Cousin) e La rossa di Venusburg (That Red-Headed Venusburg Gal), ma non ne sono riportati i testi.

## Ispirazione
Heinlein ha riconosciuto che il titolo della canzone Le verdi colline della Terra proviene dal racconto di C. L. Moore Shambleau, pubblicato nel 1933; in questa storia un personaggio chiamato Northwest Smith, un contrabbandiere viaggiatore nello spazio, canticchia la melodia di Le verdi colline della Terra.
C. L. Moore e Henry Kuttner hanno fatto canticchiare a Northwest Smith la canzone anche nel loro racconto del 1937 Quest of the Starstone che ne cita vari versi.

### Edizioni
- Robert A. Heinlein, Le verdi colline della Terra, in La storia futura (antologia), collana Urania Classici, traduzione di Giuseppe Lippi, vol. 4, n. 264, Mondadori, marzo 1999,  pp. 70-84, ISSN 1120-4966 (WC · ACNP).

### Fonti critiche
- (EN) James Daniel Gifford, The New Heinlein Opus List, in Robert A. Heinlein: A Reader's Companion (PDF), Nitrosyncretic Press, 2000, ISBN 978-0-9679874-1-5. URL consultato il 12 ottobre 2015.

- Giuseppe Lippi, Nota, in La storia futura (antologia), collana Urania Classici, vol. 1, n. 241, Mondadori, aprile 1997,  p. 14, ISSN 1120-4966 (WC · ACNP).
«Le traduzioni sono state rifatte appositamente, con l'eccezione di L'uomo che vendette la luna e Requiem che erano già apparsi a cura di Lia Volpatti e Paola Francioli.»

- Sam Moskowitz, C.L. Moore, in Jirel di Joiry (antologia), collana Fantacollana, n. 42, Nord, marzo 1982.

- Robert A. Heinlein, Lazarus Long L'immortale, collana Cosmo Oro, traduzione di Roberta Rambelli, n. 37, Nord, marzo 1987  [prima edizione aprile 1979].